# Nick Translation
Als Nick Translation wird in der Molekularbiologie eine DNA-Markierungstechnik bezeichnet. Dabei nutzt man die Reparaturfunktion der DNA-Polymerase I aus Escherichia coli aus, um markierte Nukleotide in Einzelstrangbrüche, sogenannte nicks, einzubauen.
Die DNA-Polymerase I ist ein Enzym, das Einzelstrangbrüche oder Einzelstranglücken in der DNA, die zu Störungen bei der Transkription oder durch mechanische Beanspruchung sogar zum Abriss des DNA-Moleküls führen können, reparieren kann. Dazu besitzt die Polymerase eine 5'→3'-Exonuklease-Aktivität, bei der die Nukleotide vom 5'-Ende aus in Richtung 3'-Ende entfernt werden. Diese Exonuklease-Aktivität ist eine Besonderheit der DNA-Polymerase I. Sie ist nicht mit der 3'→5'-Exonuklease-Aktivität zum Korrekturlesen zu verwechseln, welche die DNA-Polymerase I ebenfalls besitzt. Der Strangbruch wird dabei nicht geschlossen (dafür wird eine DNA-Ligase benötigt), sondern verschoben. Daher die Bezeichnung Nick Translation.
Gibt man als Substrat radioaktiv (3H, α-32P) oder durch ein kleines Molekül (Digoxygenin, Biotin, Fluoreszenzfarbstoff) markierte Nukleotide hinzu, werden diese eingebaut und markieren einen Bereich des DNA-Stranges. Die Markierungsintensität hängt von der Anzahl der Strangbrüche ab und dies wird durch die Konzentration an hinzugegebener DNase I bestimmt, die die nicks verursacht. Der Nachweis der Markierung hängt vom Marker ab. Die Detektion erfolgt z. B. durch ein Fluoreszenzmikroskop oder Blotting-Techniken.
Dieses Markierungssystem wurde 1977 von Peter Rigby und Kollegen entwickelt.